# Сарма (тибетски будизъм)
Вижте пояснителната страница за други значения на Сарма.
Сарма (тибетски: གསར་མ, уайли: гсар ма) е термин в тибетския будизъм и обхваща появилите се през 11 век и по-късно „нови школи“ или „нови преводи“.
Сарма школите на новите преводи включват следните основни школи:
- Кадам, която след 15 век престава да съществува като отделна школа и ученията ѝ се преливат в останалите школи и особено Гелуг.
- Кагю
- Сакя
- Джонанг, която векове наред е смятана за напълно претопена.
- Гелуг

и техните многобройни разклонения.
Школата Ниингма е единствената нгагюр или школа на „Старите преводи“.

## Класификация
Школите на Сарма структурират тантрите в четири класа:
- Крия тантра
- Чаря тантра
- Йога тантра
- Анутара тантра или Маха анутара йога тантра

Анутара тантра в традициите Сарма съдържа три раздела, приблизително отговарящи на трите висши колесници според класификацията на Нингма. Това са бащините тантри с акцент на изкусните средства (санскр. Упая); майчините тантри с акцент на мъдростта (санскр. Джнана); и недвойнствените тантри, съчетаващи в себе си методите и мъдростта.